# Fulda (stad)

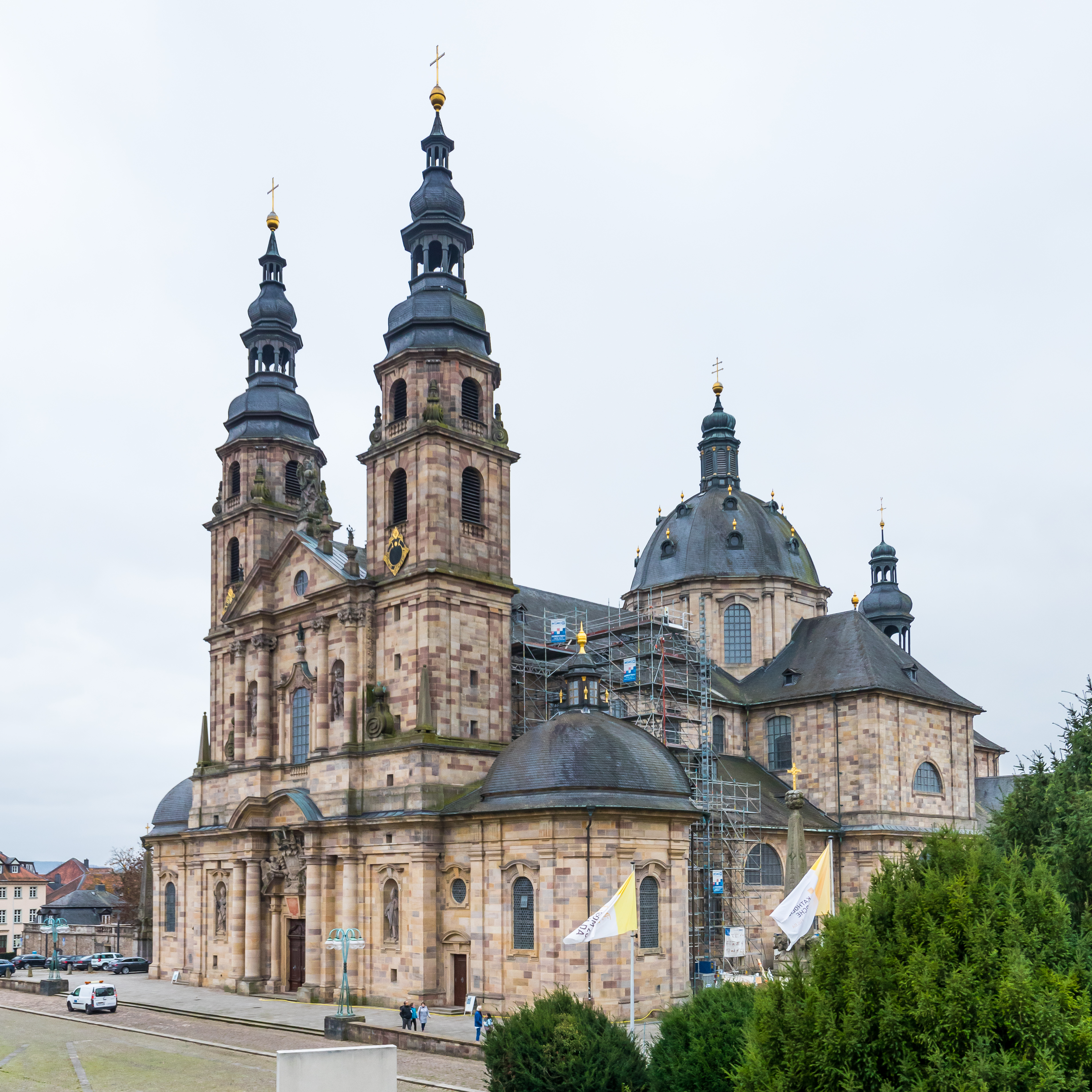
Dom van Fulda

Fulda is een stad in de Duitse deelstaat Hessen en telt 67.980 inwoners. De stad ligt in het oosten van de deelstaat aan de gelijknamige rivier tussen de gebergten Vogelsberg en Rhön. Het is de hoofdplaats van de Landkreis Fulda en heeft binnen de Landkreis sonderstatus. Fulda is vooral bekend als bisschopsstad en om zijn barokke architectuur.

## Geschiedenis
Fulda ontstond bij een in 744 in opdracht van Bonifatius gesticht benedictijner klooster. De bijzetting van de bij Dokkum gedode bisschop in de abdij van Fulda maakte van de stad een belangrijke bedevaartplaats. Uit deze periode dateert ook de romaanse Michaelskerk (818-822), een van de oudste kerken in Duitsland. Bonifatius' relieken bevinden zich nu in de crypte onder de dom, die van later datum is.
Na grote schade te hebben geleden in de Dertigjarige Oorlog beleefde de stad in de 18e eeuw een nieuwe bloeiperiode, die de stad haar huidige barokke uiterlijk bezorgde. De dom (1704-1712) dateert uit deze periode, evenals het Slot Fasanerie en de oranjerie. In deze periode beschikte Fulda ook over een universiteit, die tot 1805 heeft bestaan. Het prinsbisdom Fulda werd in 1803 geseculariseerd tot vorstendom en aan Willem Frederik van Oranje-Nassau (de latere koning Willem I) toegewezen, maar werd hem reeds in 1806 afgenomen. In 1866 werd het geannexeerd door Pruisen.
In de Tweede Wereldoorlog was Fulda het doelwit van meerdere luchtaanvallen, van juli t/m september 1944. Hierbij werd een derde van de stad vernietigd.
Nabij Fulda strekt zich een oost-westcorridor van laagland uit tussen de Hohe Rhön en het Knüllgebirge: de Fuldaer Senke ('Vallei van Fulda'). Napoleon erkende het strategisch belang van deze corridor al, maar tijdens de Koude Oorlog werd dit belang actueel gezien de nabijheid van het IJzeren Gordijn. Via de corridor kon het Warschaupact naar Frankfurt oprukken, of de NAVO naar de zuidelijke Oost-Duitse industriegebieden. Zowel de NAVO als het Warschaupact aan de andere kant van de grens hadden hier dan ook sterke militaire eenheden.

## Stadsdelen Fulda
| - Bernhards - Besges - Bronnzell (met Ziegel) - Dietershan - Edelzell - Gläserzell - Haimbach - Hamerz | - Istergiesel - Johannesberg - Kämmerzell - Kohlhaus - Lehnerz - Lüdermünd - Maberzell (met Trätzhof) - Malkes | - Mittelrode - Niederrode - Niesig - Oberrode - Rodges - Sickels - Zell - Zirkenbach |

## Delen Kernstadt
| - Aschenberg - Frauenberg - Galerie - Horas | - Innenstadt - Neuenberg - Nordend - Ostend | - Südend - Westend - Ziehers Nord - Ziehers Süd |

## Partnersteden
Fulda is partnerstad van:
- : Como, Italië, sinds 1960
- : Arles, Frankrijk, sinds 1964
- : Sergiev Posad, Rusland, sinds 1991
- : Wilmington, Verenigde Staten, sinds 1997
- : Litoměřice, Tsjechië, sinds 2001
- : Dokkum, Nederland, sinds 2013

Met de volgende steden onderhoudt Fulda vriendschapsbanden:
- : Weimar, Duitsland, sinds 1990
- Crediton, Verenigd Koninkrijk, sinds 2000

Van onderstaande stad is Fulda sponsor:
- : Głogówek, Polen, sinds 1955

## Geboren
- Karl Ferdinand Braun (1850-1918), natuurkundige en Nobelprijswinnaar (1909)
- Tobias Sammet (1977), zanger Edguy, Avantasia
- Sebastian Kehl (1980), voetballer
- Louis Schaub (1994), voetballer